# Emanuel Pogatetz
Emanuel Pogatetz (n. 16 ianuarie 1983) este un fotbalist austriac care joacă în prezent pentru LASK Linz. La nivel de club, a jucat pentru Columbus Crew SC, FC Kärnten, Bayer Leverkusen II, FC Aarau, Spartak Moscova, Middlesbrough, Hanovra 96, Vfl Wolfsburg, West Ham United, 1. FC Nürnberg și Union Berlin. La națională, el a reprezentat Austria la categoriile de vârstă sub 16 ani, sub 18 ani, sub 19 ani, sub 21 ani, jucând și pentru naționala mare. El este poreclit „Câinele nebun” pentru stilul său de joc agresiv.

## Cariera pe echipe
Născut la Graz, cariera lui Pogatetz a început la Sturm Graz, după care s-a transferat la Kärnten și mai târziu la Bayer Leverkusen. După un împrumut la Aarau, Grazer AK și Spartak Moscova, a jucat pentru Middlesbrough. 

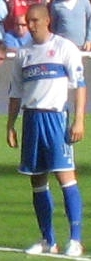
Pogatetz în acțiune pentru Middlesbrough

El a fost urmărit și de Fulham, dar în timpul ultimului meci din perioada în care a fost împrumutat la Spartak Moscova, l-a faultat dur pe jucătorul rus Iaroslav Haritonskiî, provocându-i o dublă fractură de tibie și peroneu. Deși a fost suspendat timp de 24 de săptămâni de către Uniunea de Fotbal din Rusia, suspendarea a fost ulterior redusă la opt etape după ce Pogatetz a participat la o audiere personală la Moscova. Deoarece interdicția a început în iunie și a fost dată pentru o perioadă de timp și nu pe etape, el a pierdut ratat doar trei etape pentru noul său club Middlesbrough.

### Middlesbrough
Adus de antrenorul Steve McClaren pentru 1,8 milioane de lire sterline, el și-a făcut debutul pentru Middlesbrough pe 25 august 2005 împotriva lui Charlton Athletic. Pogatetz a intrat în a doua repriză în locul lui Franck Queudrue, însă Middlesbrough a pierdut cu 3-0. La 30 martie 2006, în timpul înfrângerii din turul cupei Cupa UEFA cuBasel, scor 2-0, Pogatetz a suferit o fractură de piramidă nazală, maxilar și pomete după ce s-a ciocnit cap în cap cu Mladen Petric și a fost avertizat că dacă nu ia o pauză de trei luni, riscă să-și piardă vederea. El a suferit o intervenție chirurgicală reușită pentru a-și repara fracturile, iar Dr. Douglas Bryan sa declarat „încântat” de progresul făcut de Pogatetz. „Se așteaptă ca el să facă o recuperare completă și să se întoarcă la echipă pentru cantonamentul de dinaintea sezonului”, a declarat Grant Downie, șeful departamentului medical de la Middlesbrough. „Singurul lucru dezamăgitor pentru Manny [Pogatetz] este că nu va putea să joace fotbal și este disperat să se reîntoarcă. Dar o altă lovitură a feței ar risca traume grave și o accidentare care i-ar putea pune în pericol vederea.”
Pogatetz, având o hernie, a suferit o nouă intervenție chirurgicală la München la 24 aprilie 2006. La 4 iulie, el a revenit la antrenament după ce operația a avut succes.
În sezonul 2006-2007, Pogatetz a fost forțat să joace în centrul apărării din cauza accidentării lui Chris Riggott. El a format un cuplu de fundași centrali atât cu Robert Huth, cât și cu Jonathan Woodgate, dar a reușit să-și păstreze locul chiar și după ce Woodgate și Riggott și-au revenit.  Antrenorul lui Middlesbrough, McClaren, a declarat: „El niciodată nu dă mai puțin de 300% pe teren”. După sezonul 2007-2008, Pogatetz a preluat permanent banderola de căpitan, după ce a primit-o la sfârșitul sezonului. Deja cunoscut pentru agresivitatea sa pentru cele 20 de cartonașe încasate primele două sezoane la Middlesbrough, în septembrie 2008, l-a accidentat  pe jucătorul lui Manchester United, Rodrigo Possebon, într-un meci de Cupa Angliei, meci în timpul căruia Possebon a fost scos de pe teren pe targă și și-a petrecut noaptea la spital. Antrenorul lui United, Alex Ferguson, a declarat despre incident că „A fost un fault absolut teribil. Pogatetz ar fi trebuit să părăsească singur terenul.” Pogatetz a fost eliminat și a primit o suspendare de trei etape.
Pogatetz a revenit în sezonul 2009-2010, după ce a stat pe tușă din cauza unei accidentări, la 31 octombrie, într-un meci pierdut de echipa sa cu 1-0 în fața lui Plymouth Argyle, meci în care și-a refracturat mandibula la scorul de 0-0. El s-a întors la prima echipă împotriva lui Nottingham Forest pe 21 noiembrie, într-o partidă terminată la egalitate de 1-1. A trebuit să poarte o mască protectoare din cauza fracturii la mandibulă pe care a suferit-o în meciul cu Plymouth. El a primit o lovitură la cap în meciul cu Forest și i-au fost cusute niște copci la pauză, însă a jucat până la final.

### Hanovra 96
La 2 iunie 2010, el a semnat cu Hanovra 96 un contract de trei ani, făcându-și debutul pe 21 august într-o victorie cu 2-1 împotriva lui Eintracht Frankfurt.

### Wolfsburg
Pe 20 iunie 2012, Pogatetz a semnat cu VfL Wolfsburg. El a debutat pe 18 august 2012 într-o victorie cu 5-0 în deplasare cu FC Schönberg 95, dându-i o pasă de gol la golul cu numărul patru înscris de Bas Dost.

#### West Ham United (împrumut)
La 28 ianuarie 2013, Pogatetz a fost împrumutat până la sfârșitul sezonului de West Ham United. Wolfsburg plătindu-i lui West Ham 500.000 de lire sterline pentru Pogatetz. Debutul său la West Ham a venit pe 2 februarie într-o victorie cu 1-0 împotriva lui Swansea City, când a fost înlocuit cu Kevin Nolan în minutul 90. A mai jucat cinci partide înainte de a se întoarce la Wolfsburg.

### Nürnberg
La 2 iulie 2013, Pogatetz a semnat cu 1. FC Nürnberg ca urmare a unui schimb de jucători, cu Timm Klose fiind trimis în loc la Wolfsburg. El a jucat 23 de meciuri în campionat, înscriind o dată.

### Columbus Crew
La 9 septembrie 2014, Pogatetz a semnat un contract pe trei ani și jumătate cu Columbus Crew SC din Major League Soccer. În două sezoane la clubul din Ohio, el a jucat 24 de meciurii.

### Union Berlin
La 5 ianuarie 2016, Pogatetz a semnat cu Union Berlin până la sfârșitul sezonului. După numai 6 meciuri în sezonul 2016-2017, contractul său nu a fost prelungit.

### LASK Linz
În mai 2017, Pogatetz și-a anunțat decizia de a se întoarce în Austria și de a se juca pentru LASK Linz.

## La națională

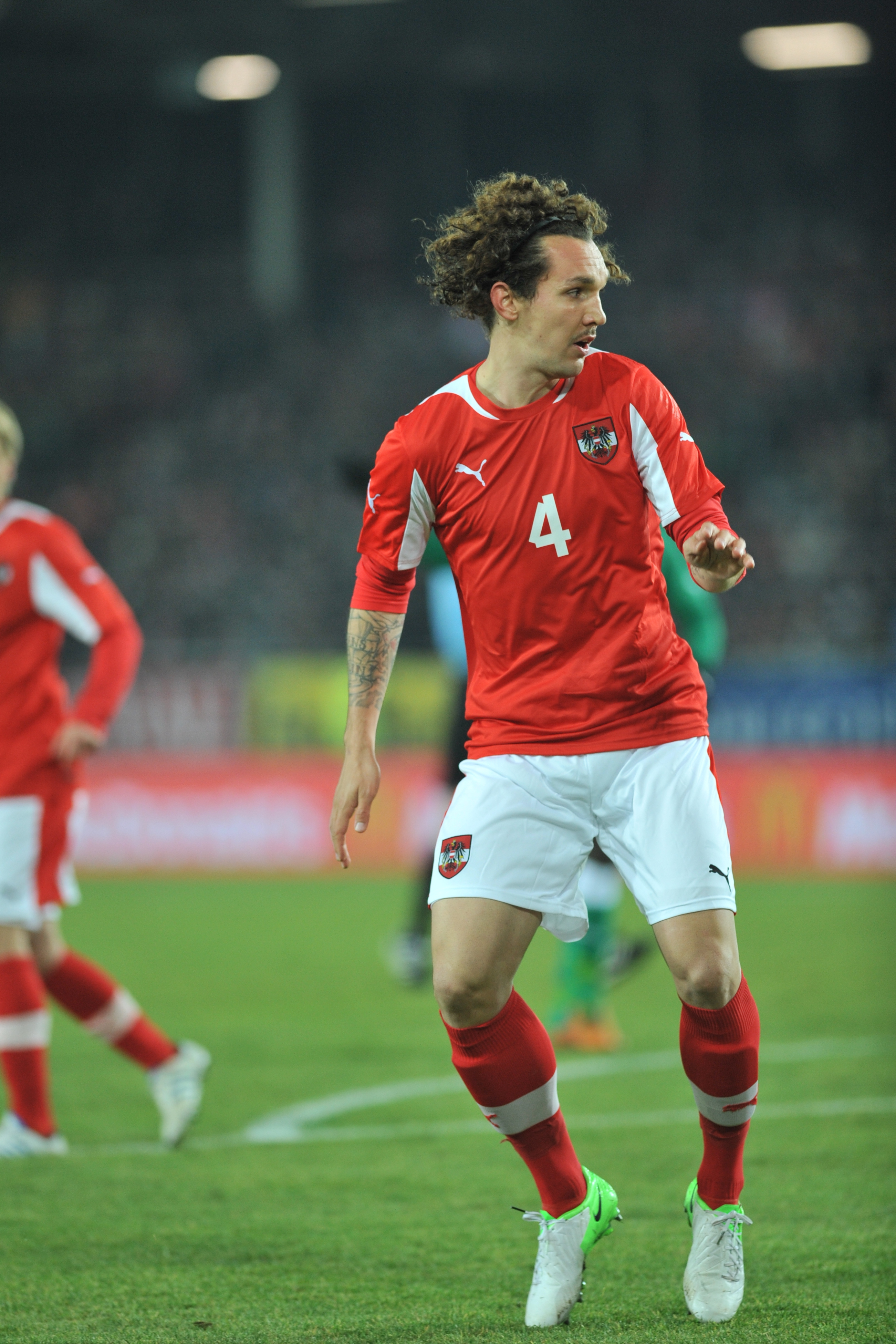
Pogatetz joacă pentru Austria în 2012.

Pogatetz și-a făcut debutul pentru naționala Austriei la 18 mai 2002, într-o înfrângere scor 6-2 cu Germania. El a intrat în minutul 83 în locul lui Ernst Dospel. Primul său gol marcat la națională a fost cel de pe 6 septembrie 2003 din meciul de calificare la Euro 2004 care s-a jucat pe stadionul lui Feyenoord din Rotterdam. La scorul de 1-0 cu Țările de Jos, Pogatetz a egalat doar pentru ca meciul să termine cu o înfrângere scor 3-1. La 12 octombrie 2005 a fost demiseliminat în cadrul unui meci internațional cu Irlanda de Nord. În minutul 73, într-o victorie cu 2-0 de pe Stadionul Ernst Happel din Viena. Pogatetz s-a răzbunat în urma unui fault imprudent făcut de Damien Johnson din Irlanda de Nord. Ambii au fost eliminați. În septembrie 2006, Pogatetz a fost suspendat după ce l-a criticat antrenorul Josef Hickersberger și pe căpitanul Andreas Ivanschitz după ce Austria a făcut egal cu Costa Rica și a pierdut cu Venezuela într-un turneu internațional jucat la începutul lunii. În 2008, a făcut parte din echipa Austriei care a participat la Euro 2008, turneu pe care Austria l-a găzduit împreună cu Elveția. El a jucat în toate cele trei partide, împotriva Croației, Germaniei și Poloniei, însă Austria nu a reușit să se califice mai departe.
În martie 2009, Pogatetz a fost numit căpitan al Austriei de către antrenorul Dietmar Constantini. Cu toate acestea, o serie de accidentări l-a făcut pe Pogatetz să lipsească din echipa Austriei pentru o mare parte din anii 2009 și 2010, perioadă în care Christian Fuchs a primit banderola de căpitan.
A marcat două goluri la națională, unul cu Țările de Jos pe 6 septembrie 2003 contând pentru calificările la Euro 2004 și unul pe 20 august 2008 într-un amical cu Italia.